# NGC 2624
NGC 2624 في الفهرس العام الجديد، هي مجرة، تقع في كوكبة السرطان. اكتشفت في 30 أكتوبر 1864 بواسطة ألبرت مارث.

## روابط خارجية
- NGC 2624 على موقع ويكي سكاي: DSS2, SDSS, GALEX, IRAS, Hydrogen α, X-Ray, Astrophoto, Sky Map, Articles and images